# Histoire des techniques de télévision

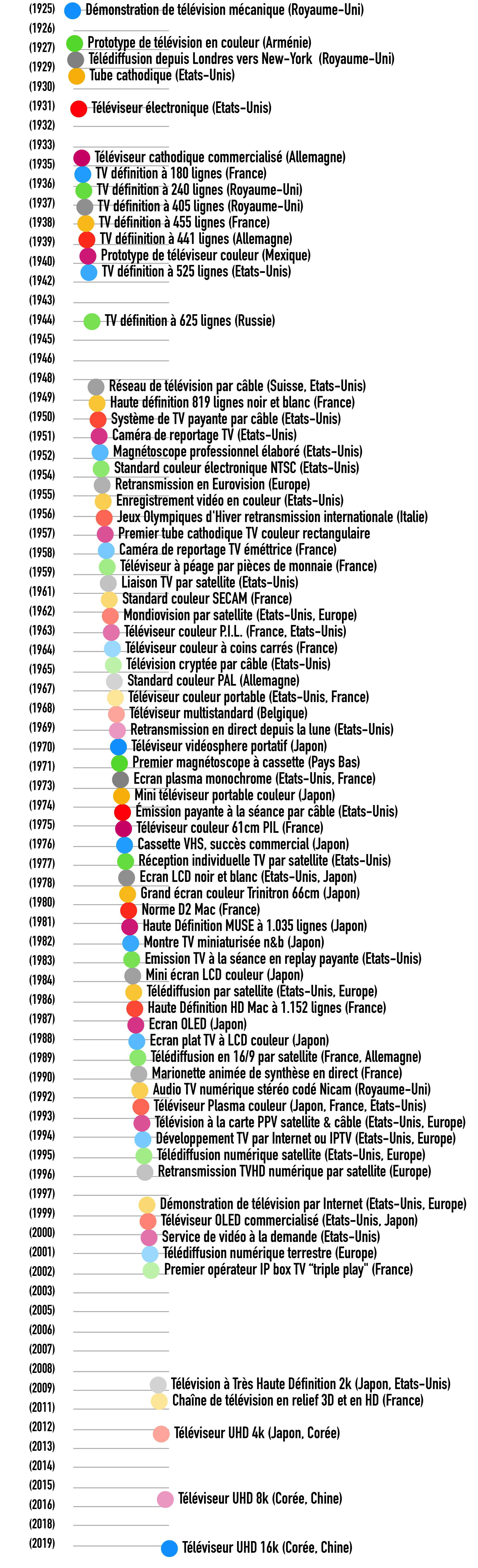
Chronologie des innovations relatives à la télévision.

L'histoire des techniques de télévision concerne les principales innovations successives apparues depuis la création du principe des premiers dispositifs mécaniques d'images animées jusqu'à la télédiffusion par satellite et les vidéos retransmises par les réseaux de téléphonie mobile. Parmi les innovations les plus notables, ont été découverts ou développés, le tube cathodique, le téléviseur, le vidéoprojecteur, le Télécinéma, la télévision en couleur, la Télécommande, le Caméscope, la télévision par câble, la télévision par satellite, le magnétoscope, le Décodeur TV, la Haute définition, la télévision interactive, la télédiffusion numérique, la télévision par Internet ou encore, la Télévision mobile personnelle.

## Les précurseurs
L'invention de la télévision est attribuée à un certain nombre de concepteurs ; conformément à un lent travail de conception, de développement et d'améliorations entre inventeurs, chercheurs et techniciens amateurs de différents pays, dont les premiers concepts remontent aux années 1870-1880. Les découvertes successives de l'électricité et de l'électronique appliquée permettent de réaliser les prototypes de ces pionniers.
Depuis l'Antiquité et le Moyen Âge, la littérature évoque également un système de transmission d'images à distance, considéré comme magique ou mystérieux. Des auteurs français du XIXe siècle comme Jules Verne et son « phonotéléphote » ou Albert Robida, présentent des solutions futuristes qui s'apparentent à la télévision comme celle du Téléphonoscope.

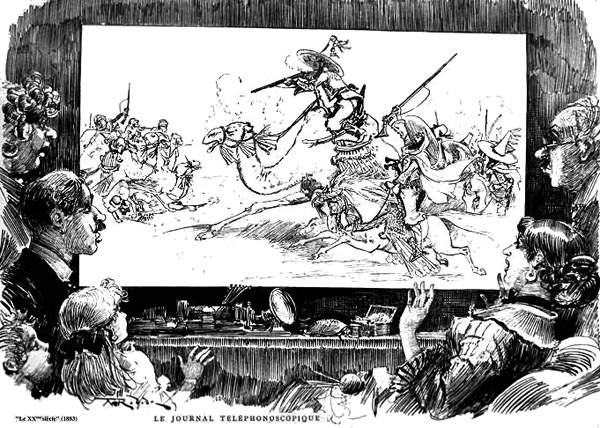
Le Téléphonoscope, dessiné par Albert Robida au début des années 1880.

En 1873, Willoughby Smith met en évidence la photoconductivité du sélénium. La conductivité de ce matériau varie en fonction de l'intensité lumineuse qu'il reçoit. Ce principe est repris par Adriano de Paiva et Constantin Senlecq.
Au cours de l'année 1880, l'ingénieur Maurice Leblanc introduit les grands principes de la télévision moderne : transduction de la lumière en signal électrique, reconversion du signal électrique pour afficher une image fixe, récepteur pour l'affichage des images, mécanisme de synchronisation entre émetteur et récepteur, balayage systématique d'un objet s'apparentant à la caméra qui porte en germe, la possibilité de retransmettre des images mobiles.
En 1881, Constantin Senlecq, notaire d'Ardres (Pas-de-Calais), émet l'idée d'une image projetée sur une surface photo-sensible composée de points de sélénium, matériau photo-électrique ; chaque point est affiché séquentiellement à un récepteur, synchronisé avec l'émetteur. Ce principe de l'analyse séquentielle représente la base de tout système de transmission d'images animées.
L'année 1897 marque a création du premier tube cathodique, futur écran de télévision et informatique, fabriqué par Ferdinand Braun. Il permet l'analyse et la production de l'image, par le déplacement très rapide d'un point lumineux sur un écran, technique désignée par le terme « balayage ».
Le 25 août 1900 à l’exposition universelle de Paris, l'ingénieur Constantin Perski propose le mot « télévision » dans une publication lue au congrès international d’électricité, en citant les travaux de Nipkow et d’autres inventeurs.

## La télévision électromécanique

### Transmission d'images fixes

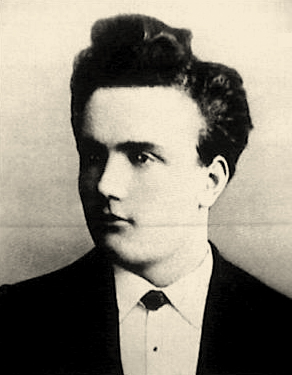
Encore étudiant, l'Allemand Paul Nipkow, vers 1884.

En 1884, Paul Nipkow, étudiant allemand de 23 ans, perfectionne le principe du balayage systématique de l'image. Il étudie un dispositif semblable où la rotation d'un disque perforé décompose l'image en ses différentes éléments. Chacun détermine un flux lumineux qu'une cellule au sélénium retranscrit en signaux électriques. Les signaux sont alors transmis via un circuit électrique et la reconstruction de l'image est réalisée grâce à un deuxième disque perforé synchronisé avec le premier, à travers duquel passent les signaux lumineux émis par une source de lumière polarisée. Grâce à la persistance rétinienne humaine, une image peut être produite et affichée en 1/25e de seconde. Nipkow dépose le brevet de la première télévision électromécanique. Ce système de disque tournant est considéré comme le premier procédé d'analyse et de reproduction de l'image par balayage.
En 1889, Julius Elster et Hans Geitel inventent la cellule photoélectrique. Cette solution supplante les cellules au sélénium qui réagissent trop lentement aux variations lumineuses et constituent un facteur limitant pour la retranscription d'images mobiles en temps réel.
En 1902, le mathématicien et physicien allemand Arthur Korn réussit la transmission d'images fixes avec un appareil recourant aux propriétés du sélénium. Il améliore son système en 1906 grâce à un dispositif de compensation qui permet de réduire la rétention du signal par le sélénium. Le système est utilisé pendant quelques mois par le Daily Mirror, qui publie des photos envoyées par téléphone et câble sous-marin depuis Paris.
En 1906, l'avocat français Georges Rignoux dépose le brevet de « Téléphote », dispositif élaboré avec Augustin Fournier, professeur de physique au collège Eugène Fromentin de La Rochelle. Le système permet d'afficher par rétro projection par un réseau de câbles électriques, des formes géométriques fixes successives, comme notamment des lettres de l'alphabet. Une démonstration publique d'un prototype est organisée, à la fin de l'année 1911.
En 1907, le Français Édouard Belin présente le belinographe qui permet de diffuser à distance et par câble des images fixes. Le procédé ancêtre du fax est amélioré en 1922, pour permettre la retransmission par ondes radio. Grâce à ce procédé, largement utilisé dès le début du XXe siècle, des photographies en fac-similé sont transmises sur les lignes téléphoniques et télégraphiques, notamment pour la presse quotidienne.
Il faut attendre l'année 1907 pour que la technique des tubes amplificateurs fasse émerger un procédé viable commercialement pour retransmettre une image fixe
Le 11 décembre 1909, Le journal parisien L'illustration rapporte la première démonstration de transmission « instantanée » fixe à deux tons (teintes colorées) faite à Paris par Georges Rignoux et A. Fournier. Ces concepteurs utilisent un scanner à miroir rotatif et une matrice de 64 cellules.
En 1911, Boris Rosing et son élève Vladimir Kosma Zworykin inventent un système de télévision utilisant un analyseur à miroir tournant, capable de retransmettre des images de qualité « médiocre » sur une ligne, vers un tube cathodique. Ces images sont encore fixes, en raison du manque de sensibilité et de rapidité des cellules.

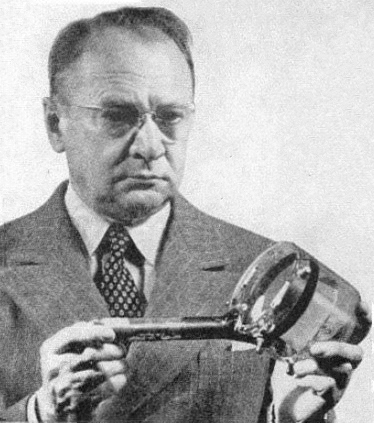
Le russe Vladimir Kosma Zworykin créateur de l'écran à tube cathodique (ici en 1950).

À partir de 1913, Charles Francis Jenkins commence à travailler à l'amélioration de la diffusion des signaux par radio.

### La télévision animée
Les historiens de la télévision considèrent que cette technologie connaît un réel démarrage dès lors que l'image projetée reproduit des images animées naturelles et en direct, prises à partir d'un capteur ou d'une caméra. Plusieurs chercheurs, techniciens ou inventeurs produisent dans leur laboratoire à partir du début des années 1920, ce qui va devenir la télévision : un moyen de retransmission et d'affichage d'images animées à distance, dont la nature est facile à interpréter et à identifier.

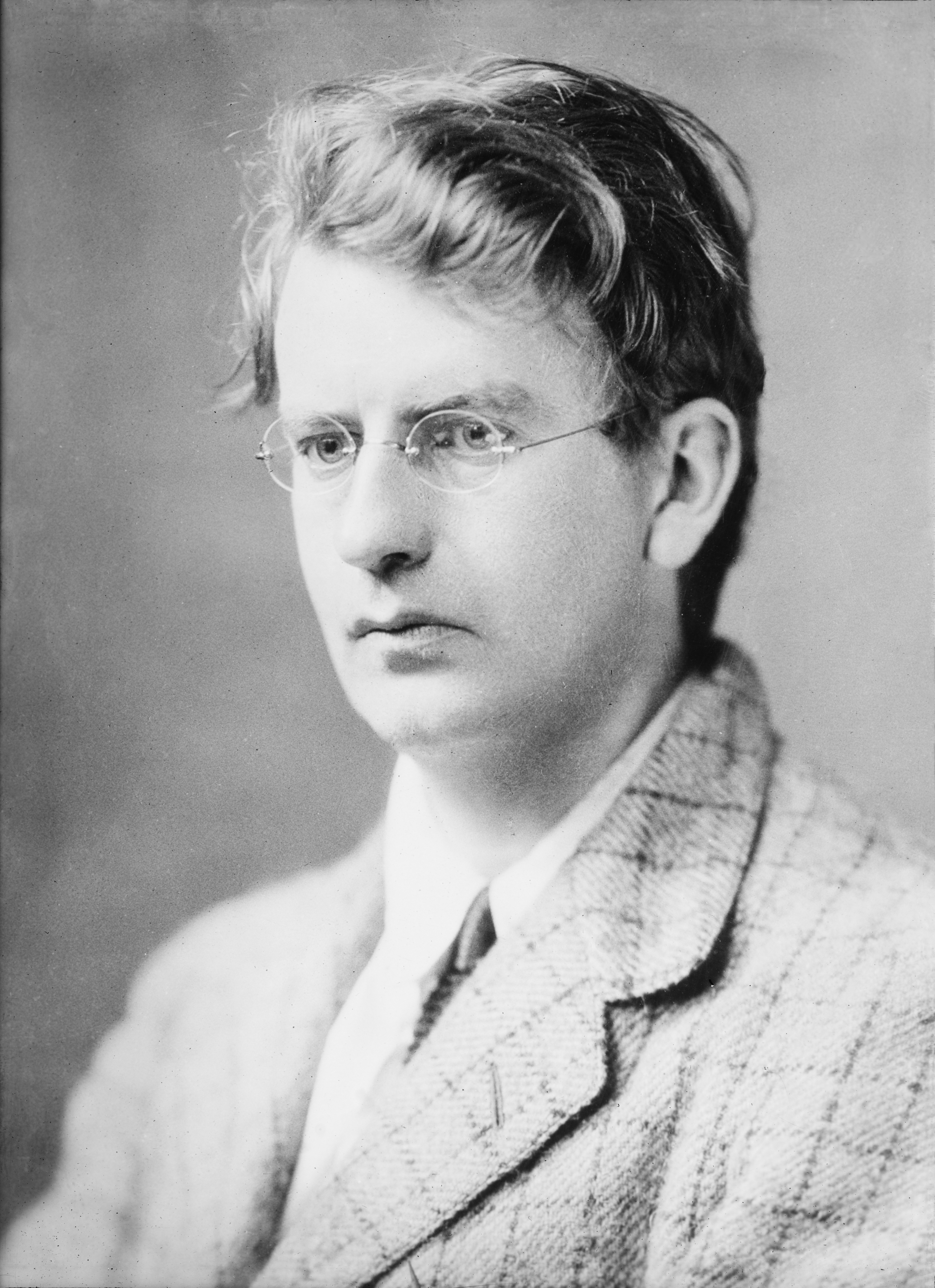
L'inventeur écossais John Logie Baird en 1917.

Le 30 octobre 1925, l'inventeur écossais John Logie Baird réalise la première expérience de retransmission d'images animées. Il présente l’image télévisée noir et blanc d’une silhouette mobile, lors d'une démonstration au magasin Selfridge's à Londres. Un an plus tard, il dévoile à un public restreint, la première image animée de télévision conforme à une échelle de gris et non plus une silhouette comme en octobre 1925, puis en démonstration publique à son laboratoire de Londres en janvier 1926. Les images n’exploitent que 30 lignes de balayage, toutefois suffisantes pour reconnaître un visage.
En 1927, Baird transmet un signal de télévision sur 438 miles entre Londres et Glasgow. En 1928 la société de Baird diffuse le premier signal de télévision transatlantique de Londres à New-York, puis vers un navire. Il procède également à une démonstration de la première télévision en couleur puis une transmission par infrarouge et même en relief stéréoscopique, en utilisant des optiques et des filtres additionnels motorisés. En parallèle, il développe un système d’enregistrement sur vidéodisque appelé « phonovision » en 1927. Le système de Baird obtient une résolution de 240 lignes en 1936 et est adopté par la BBC, avant d’être définitivement supplanté par la télévision électronique à 405 lignes de EMI (Marconi) puis celle à résolution 455 lignes exploitée en France en 1938.

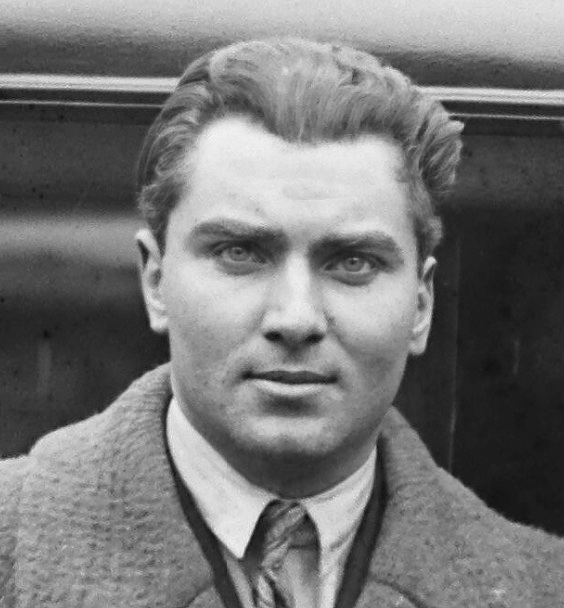
L'ingénieur français Marc Chauvierre en 1928.

Aux États-Unis, Charles Francis Jenkins présente en juin 1925, la retransmission de la silhouette d’un jouet mobile (un moulin à vent) depuis une station radio, jusqu’à son laboratoire de Washington DC. Il utilise une caméra à scanner doté d'optiques tournantes et exploitant 48 lignes et 16 images par seconde. Les premières images en demi-ton sont émises par AT&T's en mai 1925. Il dépose également un brevet en 1925 pour la « lampe télévision » qui améliore la lumière produite au travers des disques d'analyse ou de reconstitution d'image de type Nipkow.

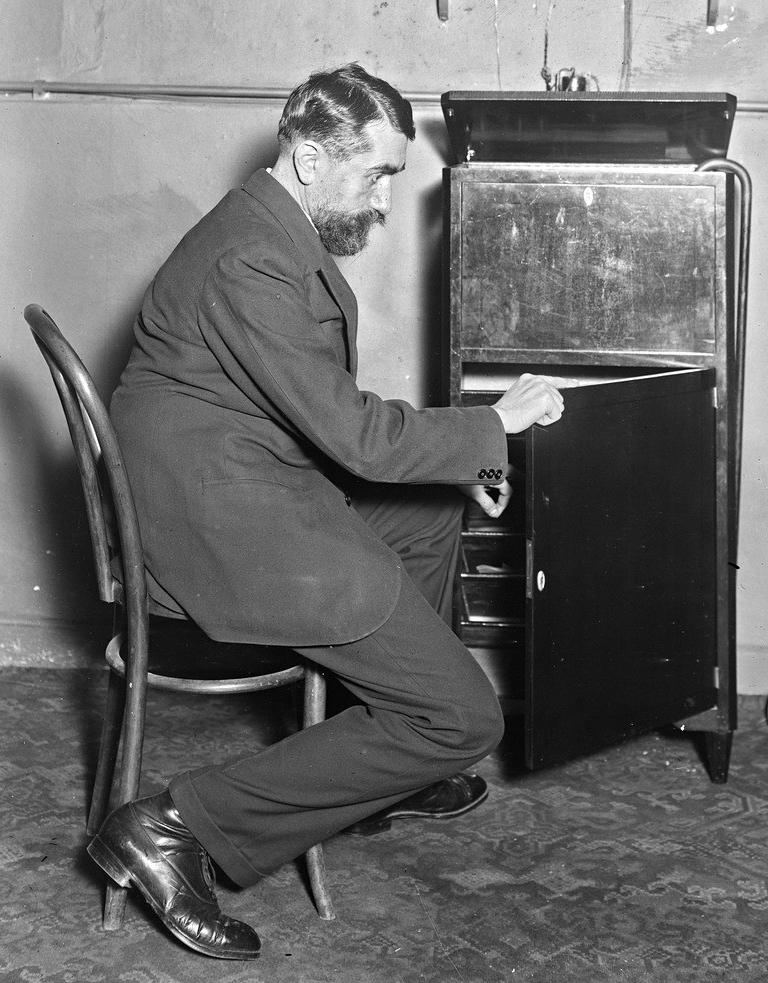
En France, René Barthélemy en 1931 avec un prototype de téléviseur.

En Union soviétique, Léon Thérémine développe également un système à miroirs tournants, d’abord de 16 lignes en 1925, puis 32 et 64 avec entrelacement en 1926. Il transmet et projette des images en quasi-temps réel sur un écran carré de 5 pouces (12,5 cm). En 1920 il obtient 100 lignes, performance dépassée en 1931 par RCA avec 120 lignes.
Herbert Eugene Ives de Bell Labs réalise une démonstration de télévision en avril 1927. Il expérimente un système de télévision à lumière réfléchie, visualisé sur petit et grand écran (respectivement 2 x 2,5 pouces (5 x 7,5 cm) et 24 × 30 pouces (60 × 75 cm)) entre Washington et New York par fil, puis radiodiffusé depuis Whippany, New Jersey. Les sujets, incluant Herbert Hoover, sont éclairés par un scanner à faisceau d’une ouverture de 50, à 16 images par seconde.

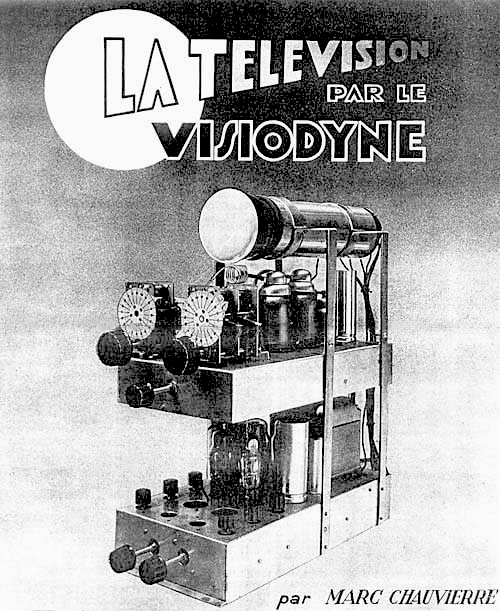
En France, l'ingénieur Marc Chauvierre présente le Visiodyne en 1936.

## La télévision électronique
Le développement de la télévision s'accélère avec l’invention des premiers dispositifs de prise de vue à balayage électronique dit balayage entrelacé. Ils permettent enfin d’atteindre une définition d’image acceptable, soit plusieurs centaines de lignes et dizaines d’images par seconde.
Si le tube cathodique est déjà exploité pour l'affichage de certains appareils, en 1911, l’ingénieur Alan Archibald Campbell-Swinton décrit le premier en détail comment une image peut être retransmise et affichée en utilisant un tube cathodique à l’émission comme à la réception. Son discours reporté par le Times reproduit une publication au journal Nature de 1908.
À la fin des années 1920, tandis que la télévision électromécanique se développe, deux inventeurs, Philo Farnsworth et Vladimir Zvorykin travaillent chacun de leur côté, sur un système de caméra électronique.
En 1923, Vladimir Zvorykin, chercheur russe, dépose le brevet de l'iconoscope.
En 1926, la solution du balayage entrelacé d’une prise de vue utilisant l’émission secondaire avec accumulation pendant tout un cycle de balayage, est décrite pour la première fois par le hongrois Kálmán Tihanyi et précisée en 1928.
En septembre 1927, Philo Farnsworth produit la première image avec son « tube caméra » (une simple ligne droite), dans son laboratoire du « 202 Green Street à San Francisco » . En 1928, Farnsworth dispose d'un système assez développé pour présenter à la presse une image de film animé. En 1929, le système électronique est amélioré, en supprimant toute pièce mobile ou mécanique. La même année, Farnsworth affiche la première image humaine sur un écran de 3 × 3,5 pouces (7,5 × 9 cm) : le visage de son épouse Pem, les yeux clos en raison sans doute de la lumière trop intense.
En 1931,Vladimir Zvorykin expérimente également le tube cathodique pour créer des images. Avec l’équipe de RCA, il conçoit et réalise la première caméra appelée Iconoscope. La Société britannique EMI qui procède depuis 1929 à des essais de télédiffusion perçoit la supériorité du procédé sur celui de Baird et choisit d'améliorer le système proposé par Zworykin, pour le proposer à la BBC. Farnsworth considère toutefois qu’il y a recouvrement avec son brevet de 1927.
Le 25 août 1934 Farnsworth réalise sa première démonstration publique d’un système complet de télévision au ‘Franklin Institute’ à Philadelphie.
D’autres inventeurs présentent à la même période des composants similaires, ou des images fixes ou issues de film, mais Farnsworth est le premier à combiner le balayage électronique d’une caméra et d’un récepteur, pour afficher en direct, une image animée avec échelle de gris. Sa caméra exige cependant trop de lumière et son travail s’arrête.
En 1935, une décision de l’agence américaine des brevets reconnait l’antériorité à Farnsworth contre Zworykin.
Au Royaume-Uni, Isaac Shoenburg reprend l’idée de Zworykin's pour développer le tube “Emitron” de Marconi-EMI's, cœur de la caméra conçue pour la BBC. Avec l'organisme public anglais, le 2 novembre 1936, il démarre un service à 405 lignes depuis les studios de Alexandra Palace, retransmis par un pylône spécial installé sur le toit du bâtiment. Transmis initialement en alternance avec le système électromécanique de Baird's, il démontre rapidement sa supériorité. Le premier service régulier de télévision à définition standard débute alors. Ce pylône est toujours utilisé au XXIe siècle.
En novembre 1939, après avoir perdu son procès, RCA doit verser 1 million de dollars (équivalent de 13 millions de l'année 2010) pour exploiter le brevet Farnsworth.

## La course à la définition

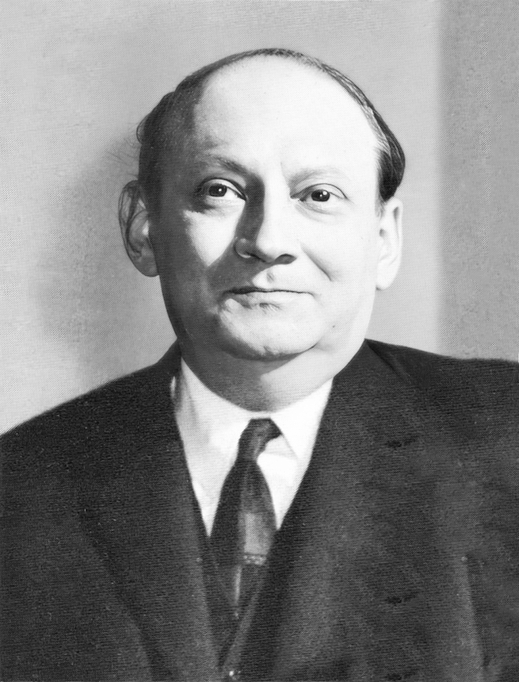
Henri de France, à l'origine de la norme à 819 lignes puis du standard couleur SÉCAM.

Dès les années 1930, dans les laboratoire et chez les ingénieurs des principales nations industrialisées, une course s'engage pour concevoir et faire adopter par leur pays, la norme de télévision électronique encore en noir et blanc, dont l'une des caractéristiques essentielles est la définition ligne. Entre 1930 et la fin des années 1940, on passe de quelques dizaines de lignes de définition, à la haute définition, proche d'un millier de lignes.

### Contexte stratégique politico-industriel
Une bataille techno-politique au sujet des normes de diffusion de la télévision en noir et blanc se déroule après la deuxième guerre mondiale. Alors que la Grande-Bretagne reprend la télédiffusion en 1946, en préservant son format unique d’avant-guerre de 405 lignes jusqu'en 1964, les autres pays européens choisissent d'autres systèmes. Philips, fabricant néerlandais très influent, entend défendre son système à 567 lignes, adaptation du système américain à 525 lignes.
De son côté, le format à 625 lignes développé par des ingénieurs de télévision russes est notamment soutenu puis adopté par l’Allemagne et la Suisse. Ce format va s'imposer partout où la norme américaine à 525 lignes n'est pas adoptée. Après avoir provisoirement conservé le 441 lignes allemand, la France choisit de défendre sa propre norme de haute définition noir et blanc à 819 lignes, en s'isolant du reste du monde, avant d'adopter pour ses nouvelles chaînes dès 1963, le format 625 lignes créé par les soviétiques en 1946.

### Étapes importantes pour la course à la définition
Les étapes historiques les plus marquantes débouchent successivement sur le format :
- 343 lignes de NBC-RCA aux États-Unis, expérimenté en 1938[13].
- 375 lignes d'Allemagne, expérimenté en 1936[14]
- 405 lignes du Royaume-Uni, exploité de 1937 à 1985[15]
- 441 lignes de l'Allemagne, exploité en Europe entre 1935 et 1955[16].
- 455 lignes de la France entre 1937 et 1940[10]
- 525 lignes des États-Unis, de 1941 à 2010
- 567 lignes de Philips développé en 1948, jamais exploité[17]
- 625 lignes des soviétiques, créé en 1944, adopté en 1946 par l'URSS[12], exploité en Europe depuis 1948[18]
- 729 lignes de Thomson-Houston France et Telefunken Allemagne, expérimenté en 1943, jamais exploité[10]
- 750 lignes de la Compagnie Générale de TSF, France, en 1946, jamais exploité[10]
- 753 lignes d'Henri de France (Radio-Industrie), expérimenté en 1943, jamais exploité[19].
- 767 lignes d'Henri de France (Radio-Industrie), en 1944, jamais exploité[12]
- 819 lignes d'Henri de France, développé en 1944 et exploité de 1947 à 1983, en France[10].
- 1 000 lignes de John Logie Baird étudié à partir de 1944 en Angleterre et en couleur mais jamais exploité[20].
- 1 015 lignes de René Barthélemy, France, en 1946, jamais exploité[21]
- 1 042 lignes de la CdC France en 1947, jamais exploité[21]
- 1 050 lignes de CBS en 1983, format compatible avec le 525 lignes américain, jamais exploité[8].

## L'enregistrement des programmes

Dès les origines de la télévision, on associe la projection film sur pellicule.

En France comme dans le reste de l'Europe, dès les débuts de la télévision publique française nationale en 1945, la diffusion de films de cinéma permet de combler l'antenne avec des contenus de qualité et ne nécessitant pas de grands moyens humains et techniques, notamment grâce à l'utilisation du télécinéma. Dès l'année 1945, cet appareil mécanique, électronique et optique associe une caméra vidéo capturant l'image d'un petit écran dépoli où est projeté un film, enregistré sur pellicule, généralement synchronisé à 25 images par seconde au lieu des 24 i/s, ce qui provoque une légère accélération du tempo du film et de la piste sonore lors de sa télédiffusion.

### Le Kinéscope

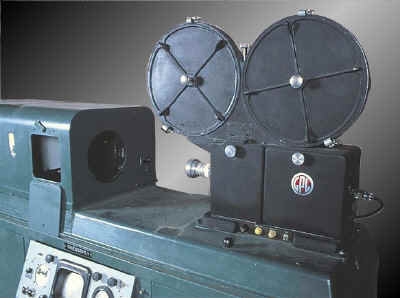
Jusqu'à l'arrivée du magnétoscope vers 1956, le kinéscope permet d'enregistrer les émissions.

En dehors des émissions ou représentations réalisées en direct, pour produire des contenus et les diffuser ultérieurement, la caméra film est l'unique moyen d'enregistrer non seulement des reportages, spectacles ou fictions pour la télévision. Jusqu'à la fin des années 1940, l'unique moyen de sauvegarder une émission consiste à placer une caméra film devant un écran de télévision afin d'en réaliser une prise de vue. Toutefois, cette installation n'offre pas un résultat qualitatif satisfaisant et elle nécessite de nombreux réglages et ajustements. Il faut attendre le tout début des années 1950 pour qu'un dispositif autonome professionnel composé d'un moniteur vidéo doté d'entrées diverses et d'un démodulateur pour recevoir les signaux de télévision ajusté et synchronisé avec une caméra film soit commercialisé : le kinéscope. Dès lors, au fil de ses améliorations, cet appareil permet de convertir une émission, en pellicule film de différents formats mais le plus souvent en 16 millimètres (16 mm). Il est possible de filmer soit une émission en direct, soit une émission tournée en studio, via la sortie vidéo de la régie du plateau.
Toutefois, en Europe comme en Amérique du Nord, l'enregistrement kinéscope s'avère coûteux en termes de pellicule et pour ce motif, un nombre considérable d'émissions de télévision n'ont pas été sauvegardées jusqu'au milieu des années 1970 et l'utilisation systématique du magnétoscope professionnel. De plus, la qualité de la sauvegarde sur pellicule est très différente de celle des émissions en direct.

### Le magnétoscope

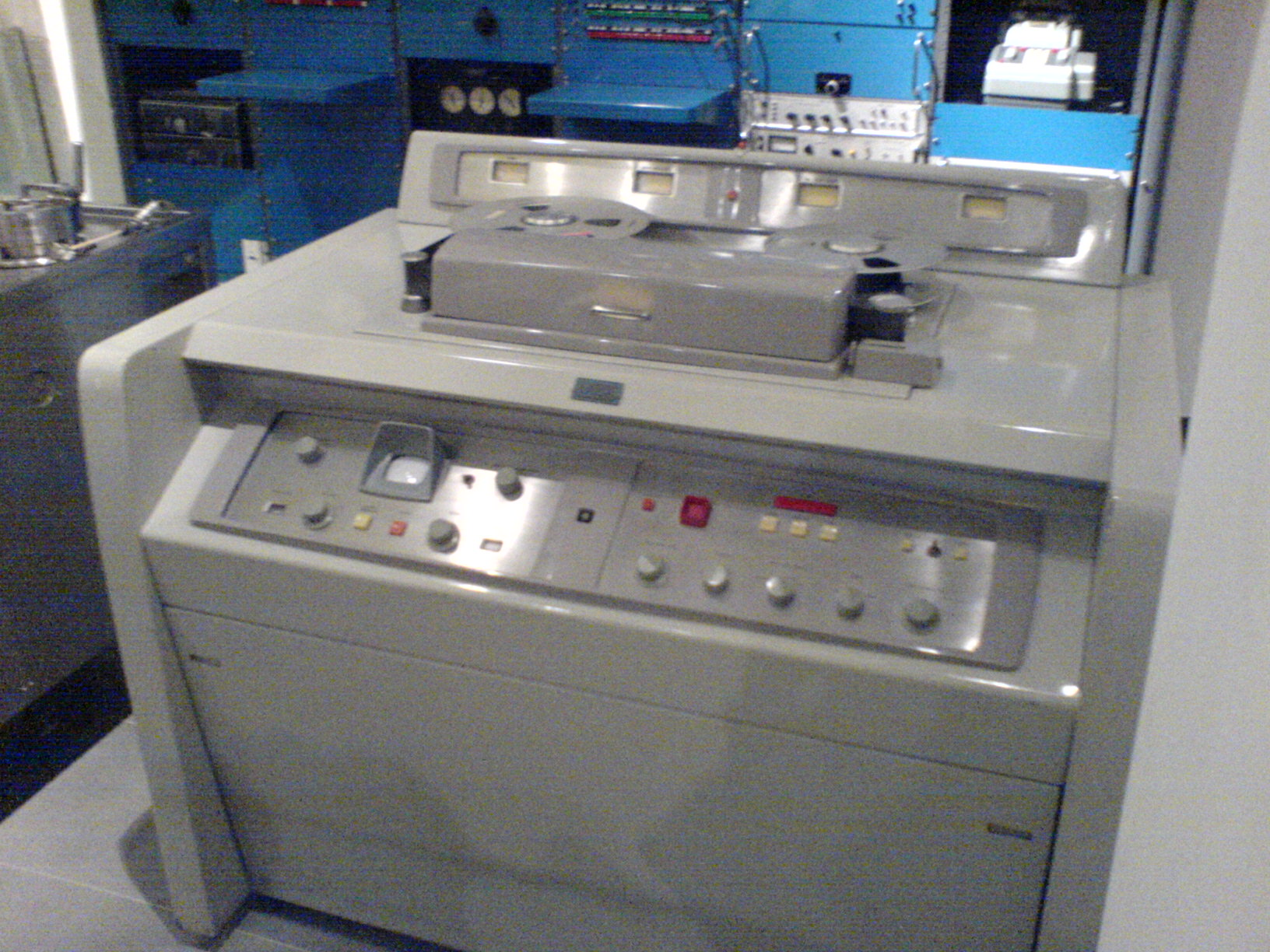
Le VR-1000A, Ampex, développé en 1955.

Si le principe de l'enregistreur vidéo remonte à 1909, imaginé par Constantin Senlecq, il faut attendre le 10 janvier 1927, pour que le britannique d’origine russe Boris Rtcheouloff dépose le brevet d’un enregistreur sur support magnétique, destiné à sauvegarder les émissions de télévision. Le 2 mars 1927, les tout premiers enregistrements de télévision au monde sont effectués par l'Écossais John Logie Baird. Mais il faut attendre la fin de la deuxième guerre mondiale pour que les ingénieurs américains de la société Ampex déjà spécialistes de l'enregistrement sonore sur bande magnétique présentent leur Video Tape Recoder (enregistreur vidéo sur bande) ou « VTR ». Le 25 octobre 1951, le célèbre chanteur et acteur américain Bing Crosby passionné de technologie, présente une démonstration du premier prototype Ampex à Los Angeles, le modèle « Mark I ». Mais l'appareil ne peut enregistrer qu'environ 16 minutes au maximum. L’émission de variétés en public du chanteur peut toutefois être rediffusée le même jour avec la même qualité d'image, sur les zones Est et Ouest des États-Unis, en raison du décalage horaire américain. Il faut attendre 1954 pour que le concurrent d'Ampex, la société RCA, commercialise le premier appareil professionnel, modèle TRT-1A. Les signaux vidéo sont enregistrés sur une bande magnétique de 2 pouces et consomment une longueur considérable de bande magnétique, en exploitant une vitesse de défilement de neuf mètres par seconde.
Le 14 mars 1956, Ampex dévoile la version finalisée de son magnétoscope « Mark IV » à la presse, lors d’une convention à Chicago de la fédération professionnelle National Association of Broadcasters et le 30 novembre 1956, Ampex commercialise le premier magnétoscope à bande fabriqué en série.
L'appareil se présente comme une énorme armoire avec un système de ventilation et de refroidissement intégré. La bobine de ruban magnétique de 2 pouces doit être remplacée au bout de 60 minutes. L'appareil n’enregistre et ne reproduit qu’en noir et blanc. Le problème de la longueur de bande est résolu, grâce au procédé d'enregistrement vidéo de manière transversale, par rapport au défilement de la bande, en utilisant plusieurs têtes vidéo rotatives. Le défilement de bande s'établit à 38 centimètres par seconde. Le 1er octobre 1957, le premier enregistreur lecteur d’émissions de télévision en couleurs est lancé par Ampex et RCA. Deux séries américaines seront « ampexées » en couleurs. En Europe, les télévisions s'équipent de plusieurs de cet appareil dont en France, quatre unités Ampex sont adaptées à la norme haute définition à 819 lignes et le terme « magnétoscope » est adopté en France au tout début des années 1960 par les techniciens de la RTF Télévision. En 1959, la société japonaise Toshiba innove en enregistrant les signaux vidéo de manière dite « hélicoïdale » ou les pistes enregistrées sont penchées ou obliques, avec un seul bloc vidéo rotatif, permettant encore d'augmenter la capacité d'enregistrement sur une seule bobine magnétique.

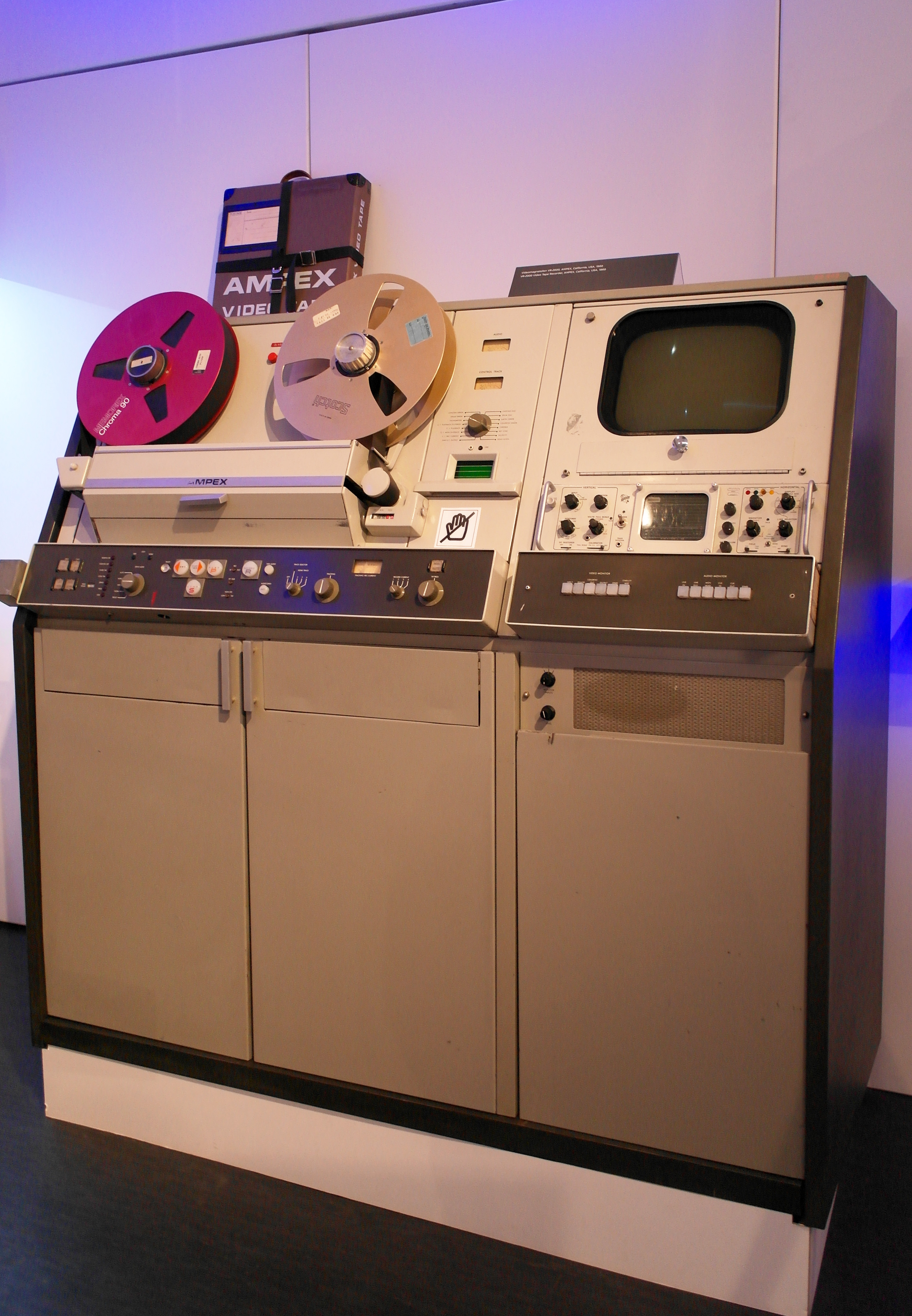
Le magnétoscope VR-2000 Ampex, adopté par de nombreuses chaînes dès 1960.

Après les réseaux américains CBS, NBC et ABC, plusieurs chaînes européennes s'équipent d'appareils Ampex comme la chaîne privée Granada TV au Royaume-Uni dès 1958 ainsi que la télévision publique française à partir d'octobre 1959, pour ses studios au 15, rue Cognac-Jay à Paris avant d'expérimenter le modèle fourni par le concurrent RCA en 1960. Entre 1957 et 1961, le parc mondial de magnétoscopes professionnels installés passe d'une centaine d'unités à un millier d'appareils. En 1963, RCA commercialise le premier équipement totalement équipés de transistors, gage de meilleure fiabilité. Si les magnétoscopes Ampex et RCA permettent d'enregistrer et reproduire la vidéo et le son d'une émission, le montage vidéo n'est pas encore au point. Au mieux, une loupe microscope permet de révéler la piste de syncrhonisation à respecter et il est toutefois possible de procéder à un collage sur le principe du montage sur pellicule film mais le résultat produit le plus souvent une déchirure à l'image et un décrochage de sychronisation lors de la lecture. En 1961, la firme RCA commercialise son Electronic Editor ou « Editec », coûteuse option complémentaire permettant d'associer un magnétoscope enregistreur avec un lecteur tout en préservant la synchronisation vidéo. En raison du coût des magnétoscopes professionnels ainsi que des bandes 2 pouces, l'utilisation de l'enregistrement vidéo reste exceptionnel, notamment en Europe, jusqu'à la fin des années 1960.

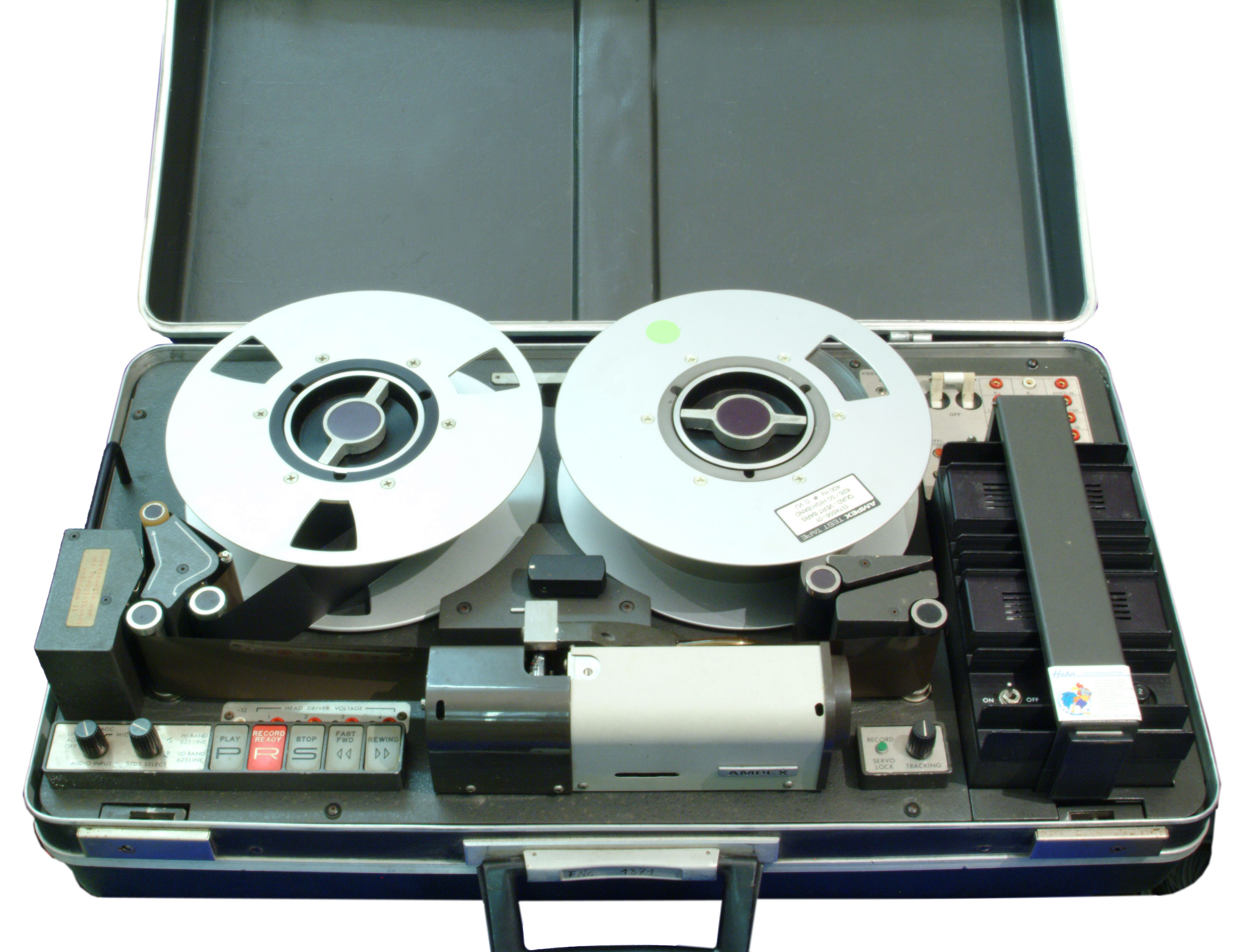
L'un des premiers magnétoscopes portatifs de reportage, en 1965.

Par ailleurs, l'adoption des magnétoscopes portatifs ou de reportage ne se développe qu'à partir du milieu des années 1960. Ainsi en 1965, l'organisme public français ORTF s'équipe d'un équipement dit « léger » composé d'un magnétoscope portatif Ampex associé à une caméra vidéo noir et blanc compatible avec les normes 819 lignes et 625 lignes. À la même période, le magnétoscope Ampex de modèle VR-2000 est directement compatibles avec le standard couleur français SÉCAM et il permet une conversion pour le standard américain NTSC grâce à un module additionnel.

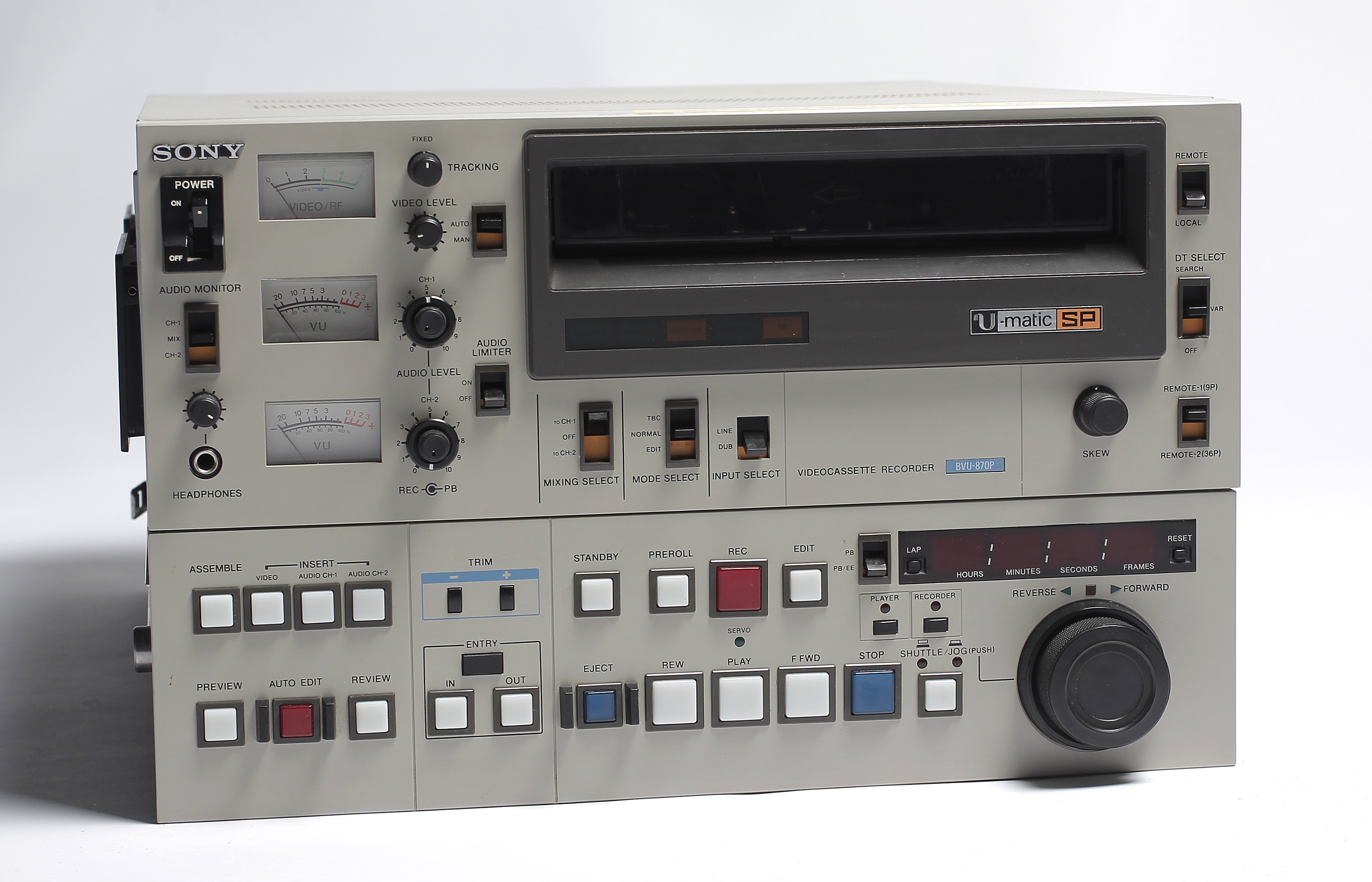
En 1978, Sony propose le format cassette professionnel BVU.

Il faut encore attendre une dizaine d'années que le fabricant japonais Sony produise et perfectionne son format professionnel « BVU » (Broadcast Video Umatic) sur vidéocassette en 1978 pour que l'enregistrement vidéo sur cassette soit exploité, tant pour la production d'émissions et de reportages, que pour le montage, la sauvegarde et l'archivage des émissions. Au milieu des années 1990, le magnétoscope professionnel sur cassette se dote de la technologie numérique avant que les enregistreurs à support mémoire ne remplace la cassette au début de la décennie 2000.

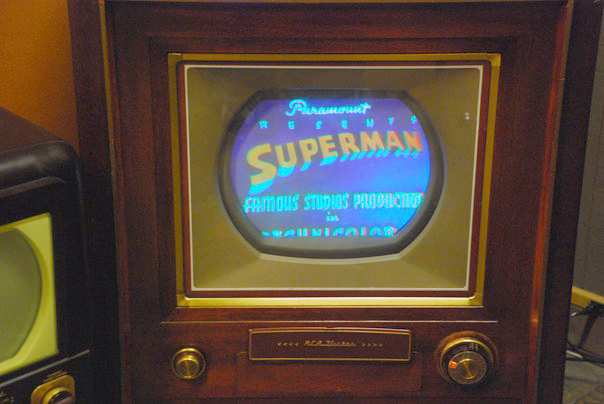
Le 31 mars 1954, le téléviseur couleur RCA modèle CT-100 est commercialisé aux États-Unis.

À partir du milieu des années 1950, la course à la couleur supplante celle relative à la définition de l'image TV; en parallèle on observe l'abandon progressif des formats noir et blanc de définition 405 lignes britannique et 819 lignes français.
Les deux normes 525 lignes et 625 lignes subsistent jusqu'à aujourd'hui car ces formats font partie des définitions normalisées des systèmes vidéo numériques, tels que notamment, les signaux HDMI.

## La télévision en couleur
Le premier brevet déposé en Russie en 1889 pour un système en couleur à balayage électronique démontre que le souhait de reproduire des images de télévision colorées est ancien.

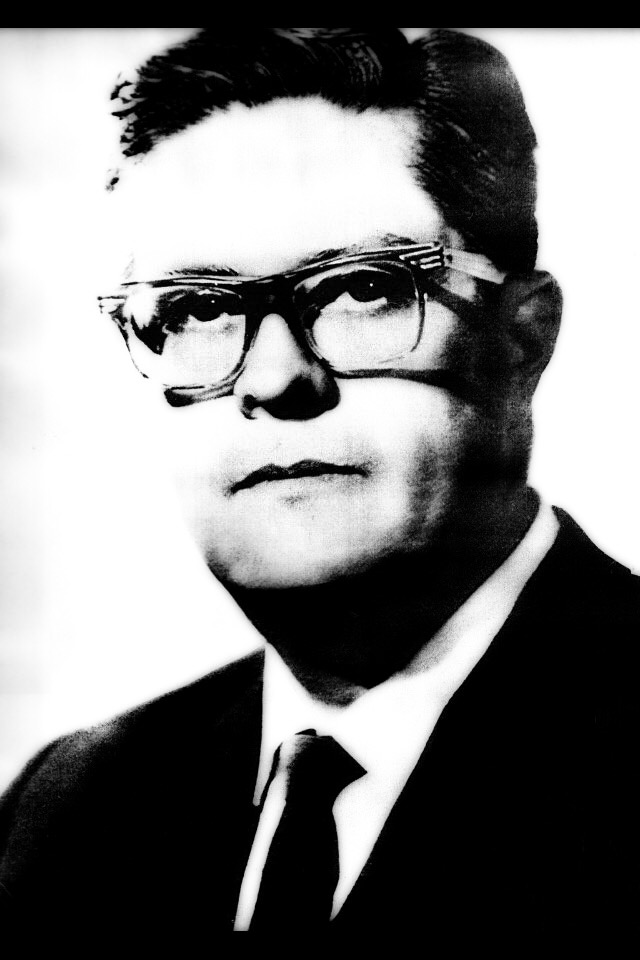
L'ingénieur mexicain Guillermo Gonzalez Camarena (années 1950).

L'ingénieur mexicain Guillermo Gonzalez Camarena invente le système de télévision en couleur appelé « système trichromatique séquentiel » en août 1940. Dans les années 1960, il crée un système beaucoup plus simple pour générer la couleur. Ce système est appelé « système de bicouleur simplifié ». Gonzalez Camarena lance la télévision en couleur au Mexique, plusieurs années avant le standard américain NTSC.
Aux États-Unis, le 25 mars 1954, Le téléviseur modèle CT-100 sort des ateliers de la société RCA situés à Bloomington dans l'Indiana; le succès commercial n'est pas immédiat car la plupart des chaînes aux États-Unis diffusent principalement en noir et blanc. Toutefois, le tarif du téléviseur à son lancement fixé à mille dollars est cependant réduit de moitié, dès le mois d’août 1954. Son lancement représente un semi-échec car seulement quelques milliers d'exemplaires sont vendus; il faut attendre le début des années 1960 pour que la télévision couleur devienne populaire en Amérique du Nord. Le tarif même réduit à 500 dollars soit environ 3 000 euros de 2024 est similaire pour l'époque, à celui d'une automobile haut de gamme. Par ailleurs, il nécessite certains réglages ou corrections régulières pour garantir un bon fonctionnement et une image correcte.

## Les téléviseurs
À l’époque de la télévision électromécanique, des récepteurs de télévision ou téléviseurs sont commercialisés de 1928 à 1934 principalement au Royaume-Uni, aux États-Unis et en Russie. Les premiers téléviseurs commercialisés par Baird en 1928 sont des postes de radios avec addition d’un dispositif d’image utilisant un néon, placé derrière un disque de type Nipkow, dont les ouvertures en spirale produisent une image de la taille d’un timbre-poste, optiquement doublée par une lentille. Le dispositif est également commercialisé sans la réception radio. Environ un millier de ces « televisors » sont vendus entre 1930 et 1933.

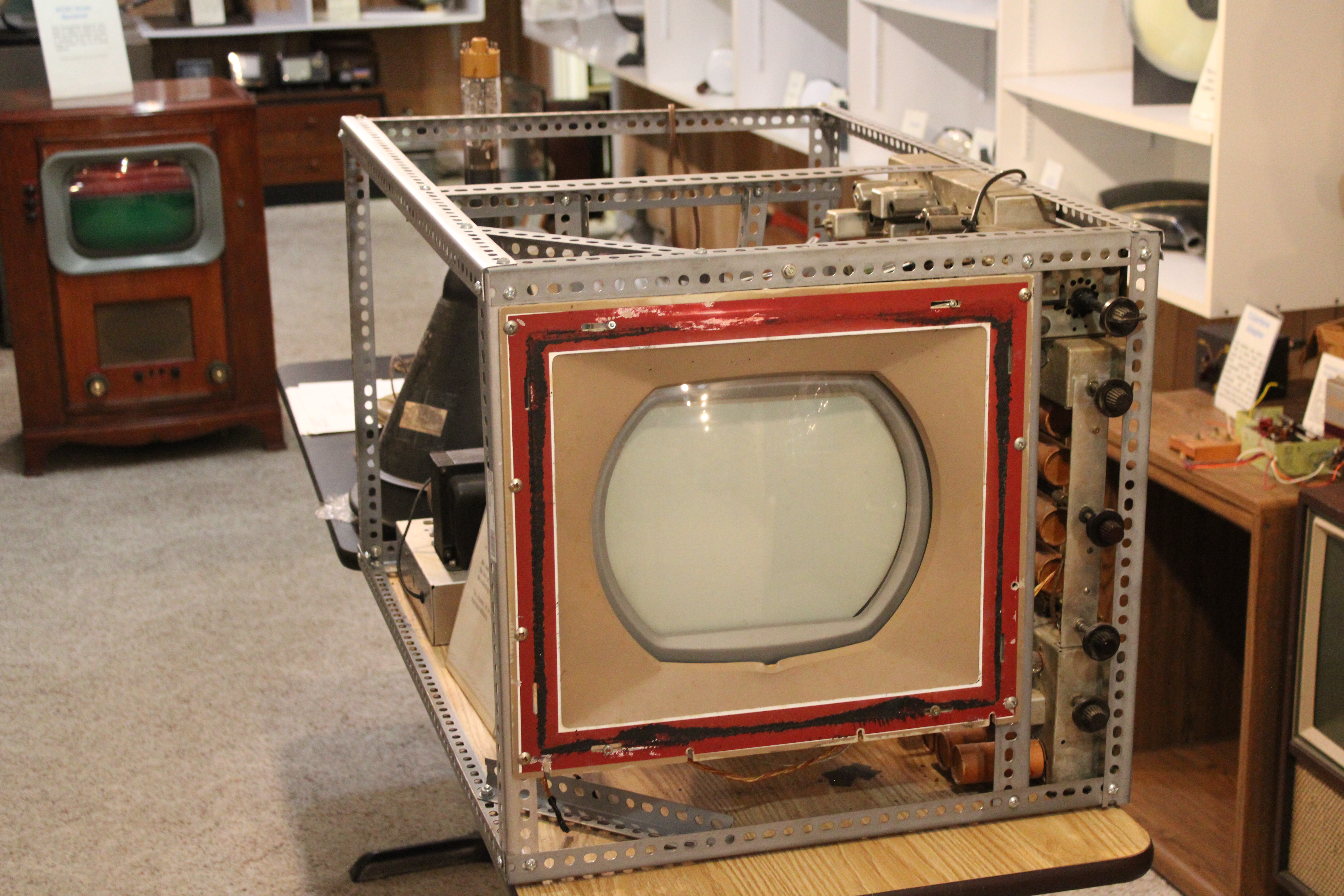
Prototype de téléviseur couleur 525 lignes américain (RCA).

Le premier téléviseur commercial à tube cathodique est produit par Telefunken en Allemagne en 1934 puis par d’autres fabricants en Angleterre (1936) et aux États-Unis (1938). Le récepteur le moins coûteux avant la seconde guerre mondiale est fabriqué aux États-Unis en 1938, avec un tube de 8 cm; vendu 125 dollars (équivalent à 863 dollars en 2007); le modèle à grand écran de 30 cm coûte alors 445 dollars. Ces tarifs bien plus élevés que le salaire moyen de l'époque les réservent à un public fortuné.
Environ 19 000 récepteurs de télévision électroniques sont fabriqués en Angleterre, 1 600 en Allemagne et 7 000 à 8 000 aux États-Unis, avant l’arrêt de production en 1942, pour reprendre en 1945, après la deuxième guerre mondiale.
L’usage de la télévision explose aux États-Unis après guerre, avec la multiplication progressive des chaînes et émetteurs locaux, la baisse des prix due à la production industrielle en grande série, le développement des loisirs et la croissance des revenus. Aux États-Unis, seuls 0,5 % des ménages possèdent un téléviseur en 1946 puis 56 % en ont un en 1954 et jusqu'à 90 %, en 1962. En Angleterre, on compte 15 000 unités en 1947 puis 1,4 million en 1952 et 15 millions en 1968.
En 1984, le fabricant français Thomson présente le premier écran LCD couleur mais il faut attendre une quinzaine d'années pour que des téléviseurs se dotent de cette technologie.

## Les normes

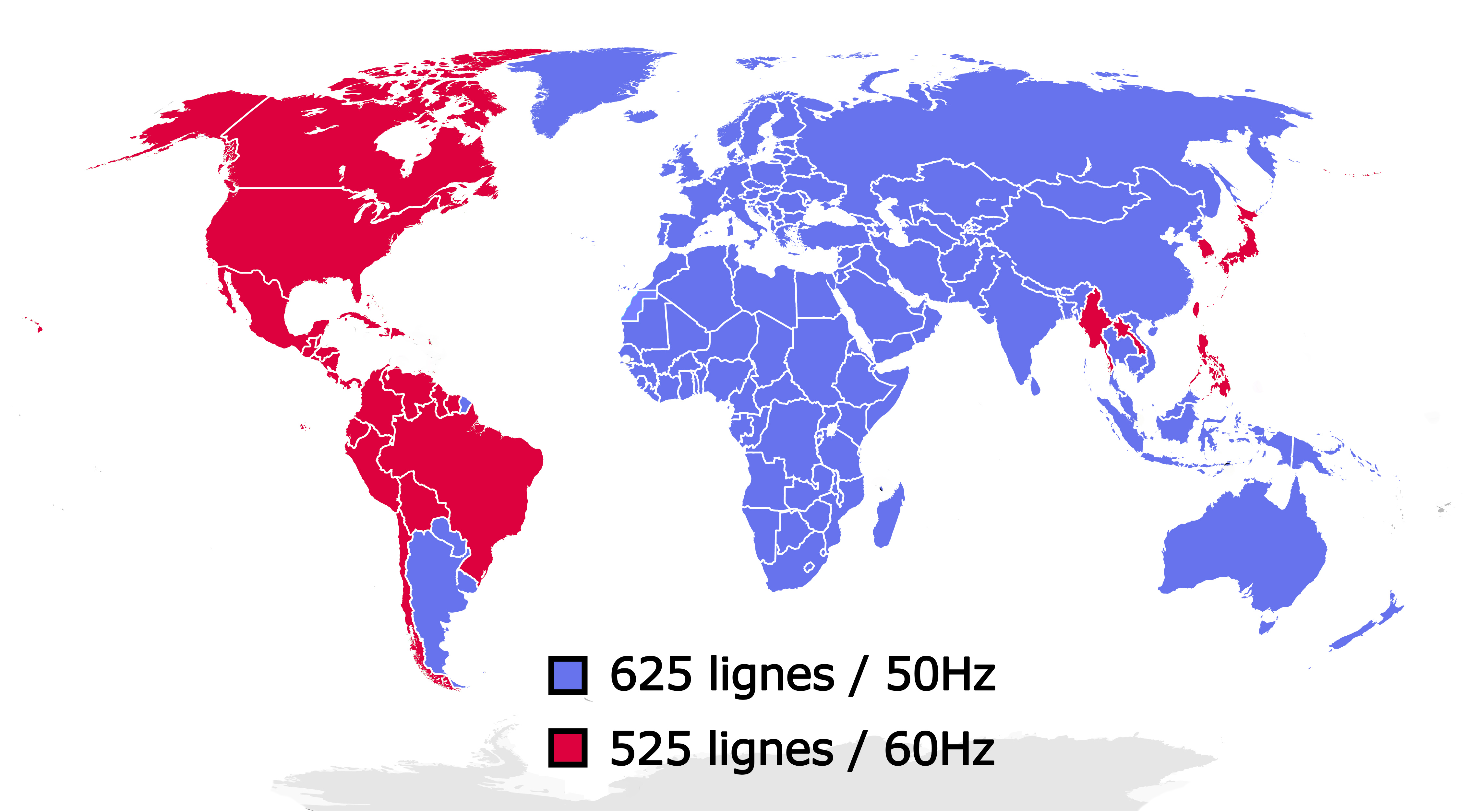
Carte mondiale de répartition par pays, du format de télévision et vidéo analogique, caractérisé par la définition et la fréquence du courant électrique local. Répartition en vigueur à partir de 1985. À ne pas confondre avec la norme de télédiffusion ou avec le standard couleur NTSC, PAL ou SÉCAM. Voir Fréquences des canaux de télévision.

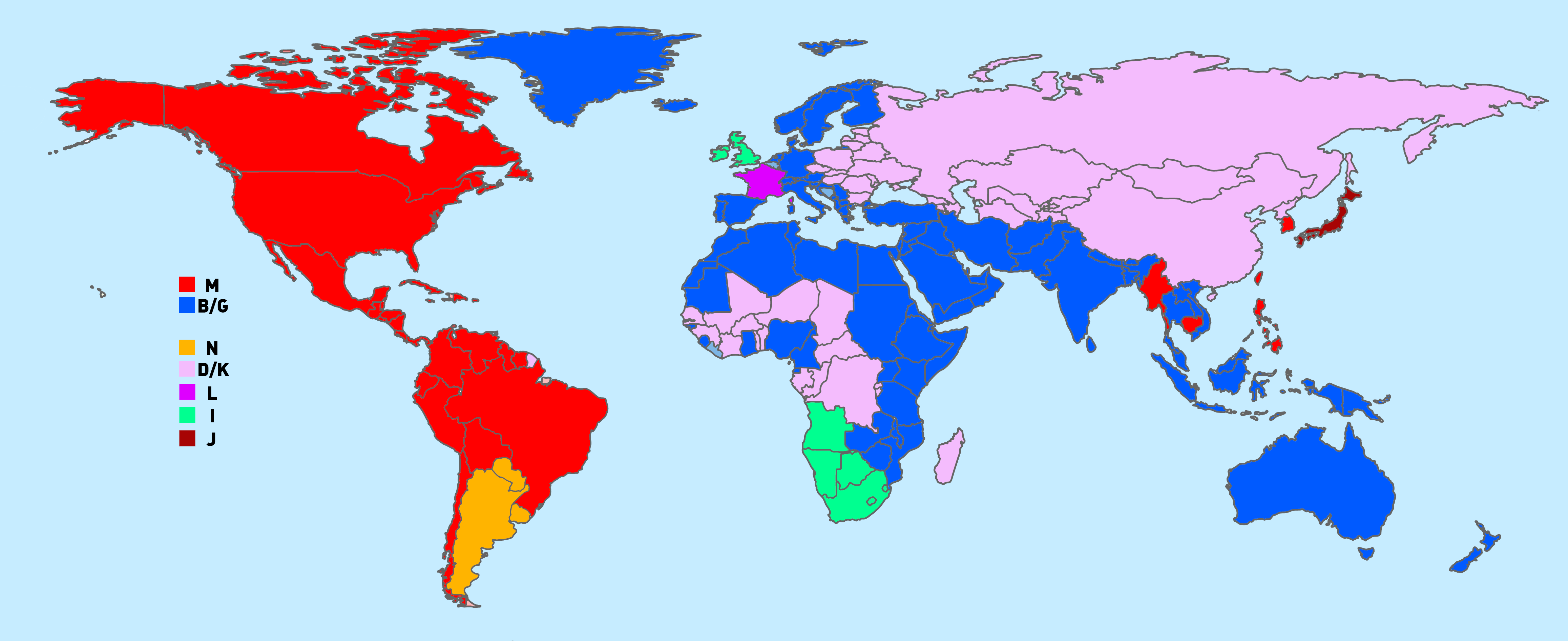
Carte mondiale de répartition par pays, des normes de télédiffusion analogique terrestre, symbolisées par une lettre. À ne pas confondre avec le standard couleur NTSC, PAL ou SÉCAM. Voir Fréquences des canaux de télévision.

Chaque pays exploite une norme de télévision pouvant être différente de ses voisins étrangers, dès l'époque de la télévision en « noir et blanc ». La France adopte sa propre norme en 1938 à définition 455 lignes puis le système allemand à 441 lignes durant la deuxième guerre mondiale avant d'exploiter le 819 lignes, norme à haute définition procurant la meilleure image possible pour l'époque, soit le double du format anglais à 405 lignes. Cependant, ce format exige des caméras à bande passante quadruple, dont la sensibilité est plus faible et surtout nécessite une bande hertzienne doublée, soit (12 MHz) pour la vidéo. En 1963, la France adopte en complément, le format européen à 625 lignes, cinq ans avant l'introduction de la couleur, essentiellement pour permettre la diffusion ultérieure d'un plus grand nombre de chaînes, ce que n'aurait pas permis le standard à 819 lignes en raison de la bande passante nécessaire. Le pays développe son propre standard couleur SÉCAM également adopté par les pays de l'Est, l'URSS; l'Outremer, plusieurs pays d'Afrique du Nord et de l'Ouest ainsi que certains pays d'Amérique du Sud.

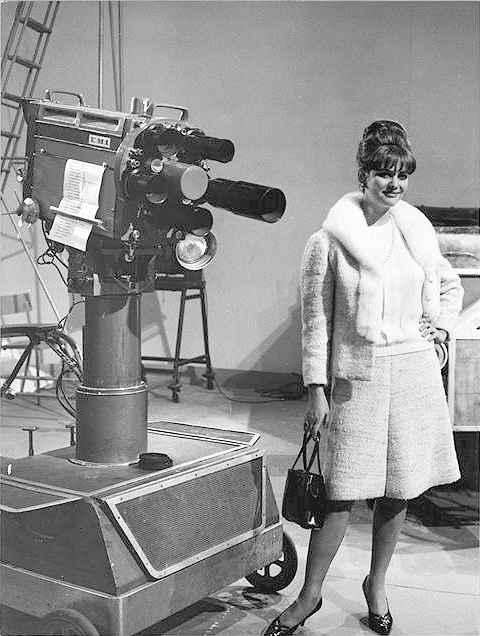
La télévision italienne publique va longtemps hésiter entre Sécam et PAL. Pour ses productions de 1964 jusqu'en 1977, la RAI exploite principalement le 625 lignes noir et blanc.

Principalement pour introduire la couleur, toute l’Europe exploite la norme à 625 lignes 50 Hz, durant les années 1960, en adoptant soit le standard couleur SÉCAM, soit le PAL et parfois les deux formats, selon l'influence politique des pays initiateurs des deux standards. L’Amérique du Nord puis une partie de l'Asie adoptent la norme à 525 lignes à 60 Hz, à partir des années 1940 puis la couleur NTSC à partir du milieu des années 1950.

### L'exception italienne
En Italie, il faut attendre le 1er février 1977, pour que la télédiffusion en couleur soit officiellement lancée. Toutefois plusieurs dizaines de chaînes privées locales pour la plupart, commerciales, ont déjà franchi le cap et exploitent le standard PAL depuis 1976.
Dix ans après la France, l'Allemagne et la plupart de ses principaux voisins européens, l'Italie a pris un considérable retard. Elle a subi des tergiversations politiques pour choisir entre les deux standards européens sur pression de la France, d'une part, et de l'Allemagne et du  Royaume-Uni, de l'autre. Durant cette période, seuls les frontaliers peuvent espérer recevoir notamment les chaînes françaises et monégasques ou ailleurs, les chaînes de la Suisse.
À partir de la fin des années 1960, l'opposition entre différents partis politiques italiens sur le sujet, suspend le choix officiel du standard couleur durant de longues années. Le sénateur républicain Ugo La Malfa fait même débattre d'une question parlementaire pour « empêcher l'abandon du noir et blanc sobre, au profit d'un écran couleurs vaniteux et consumériste ». En 1972, alors qu'en Italie les Jeux olympiques de 1972 sont retransmis alternativement par le système SECAM et le système allemand PAL, ce même sénateur fervent opposant du standard français, va jusqu'à menacer la coalition gouvernementale à laquelle il appartient de retirer son soutien dès lors que le système français soit adopté par l'Italie, provoquant ainsi infailliblement sa chute.
Pour autant, depuis le début des années 1970, la société italienne Indesit, en collaboration avec le groupe public SEIMART (Société exercice d'entreprises industrielles radio et TV), développe son propre standard couleur. Intitulé I.S.A. ou « ISA » (Identification à Suppression Alternée), l'objectif consiste surtout à éviter de payer des licences / brevets aux concepteurs des standards Sécam et PAL. Il va toutefois rester au stade expérimental.
À partir de 1974, le service public Italien procède sur ses émetteurs, à des tests quotidiens le matin de 10 h à 11 h et l'après-midi de 15 à 16 h, diffusant des émissions et des mires codées en PAL.
Le 11 août 1975, le choix pour le PAL est officiellement adopté par l'Italie, ce qui met un terme au standard national « ISA » mais ses téléspectateurs doivent encore attendre.
Le 15 juillet 1976, le monopole d'État de la télévision italienne est brusquement abandonné. Une faille de la loi permet de libéraliser les ondes sur tout le territoire italien. Des milliers de stations de radio locales apparaissent rapidement, accompagnées de centaines de chaînes de télévision, principalement commerciales, ayant adopté le PAL pour leur diffusion.
À la fin des années 1970 et au début de la décennie suivante, des regroupements donnent l'opportunité à certains entrepreneurs de constituer des réseaux régionaux puis nationaux. Silvio Berlusconi est l'un des principaux artisans et bénéficiaires de cette situation.

## Télévision numérique et haute définition
La technologie numérique apparaît grâce aux évolutions des procédés d'informatique dans la prise de vue photographique, les caméras vidéo, l'industrie cinématographique, les jeux vidéo, l'univers de la production des émissions et de la vidéo dès la fin des années 1980, favorisées notamment par le développement des normes numériques MPEG. Lors d'une première phase, le support d'enregistrement magnétique sur cassette permet de sauvegarder la vidéo numérique. En 1995, le consortium international Grand Alliance associe les principaux industriels du secteur pour définir les formats, normes et standards vidéo de la télévision numérique. Les premières télédiffusions numériques sont rélisées par satellite à la même période et débouchent en Amérique du Nord, en Europe et en Asie sur les premiers bouquets numériques payants de télévision parmi lesquels on note DirecTV aux États-Unis, Sky Digital au Royaume-Uni, Canalsatellite en France ou encore Telepiù Satellite en Italie. Après que ces offres soient reprises sur les réseaux câblés quelques mois plus tard, la télévision numérique terrestre est progressivement introduite à partir de 1998 au Royaume-Uni, 1999 en Suède et 2000 en Espagne, en 2002 en Allemagne, en 2003 au Canada et au Japon puis à partir de 2005 en France, en 2008 en Italie et entre 2005 et 2012 pour les principaux pays industrialisés. Toutefois, la télédiffusion analogique est maintenue simultanément jusqu'au milieu des années 2010, le passage au tout numérique étant le plus souvent réalisé par zones géographiques.
Même si la haute définition est exploitée en télévision analogique depuis 1949, notamment en France avec la norme 819 lignes noir et blanc puis en Europe en 1986 avec la norme HD Mac principalement exploitée par satellite ou encore au Japon avec la norme « MUSE » (Multiple sub-Nyquist sampling encoding) à la même période, la télévision numérique va permettre dès 1991, de développer la Haute définition avant que le format MPEG permette une télédiffusion à la norme ATSC (Advanced Television Systems Committee) à partir de 1994 aux États-Unis et à la même période, la norme  DVB (Digital Video Broadcasting) en Europe, principalement par satellite. La télévision numérique terrestre évolue progressivement vers la Haute Définition à partir de 2005. La Télévision à ultra-haute définition ou « UHD » est progressivement étendue durant la décennie 2020 en fonction des pays mais cette évolution nécessite à la fois que les téléviseurs soient adaptés ou compatibles et que les équipements numériques de production et de diffusion des chaînes de télévision soient également remplacés ou mis à jour, entraînant un investissement considérable.

## Évolution des téléviseurs après 1950

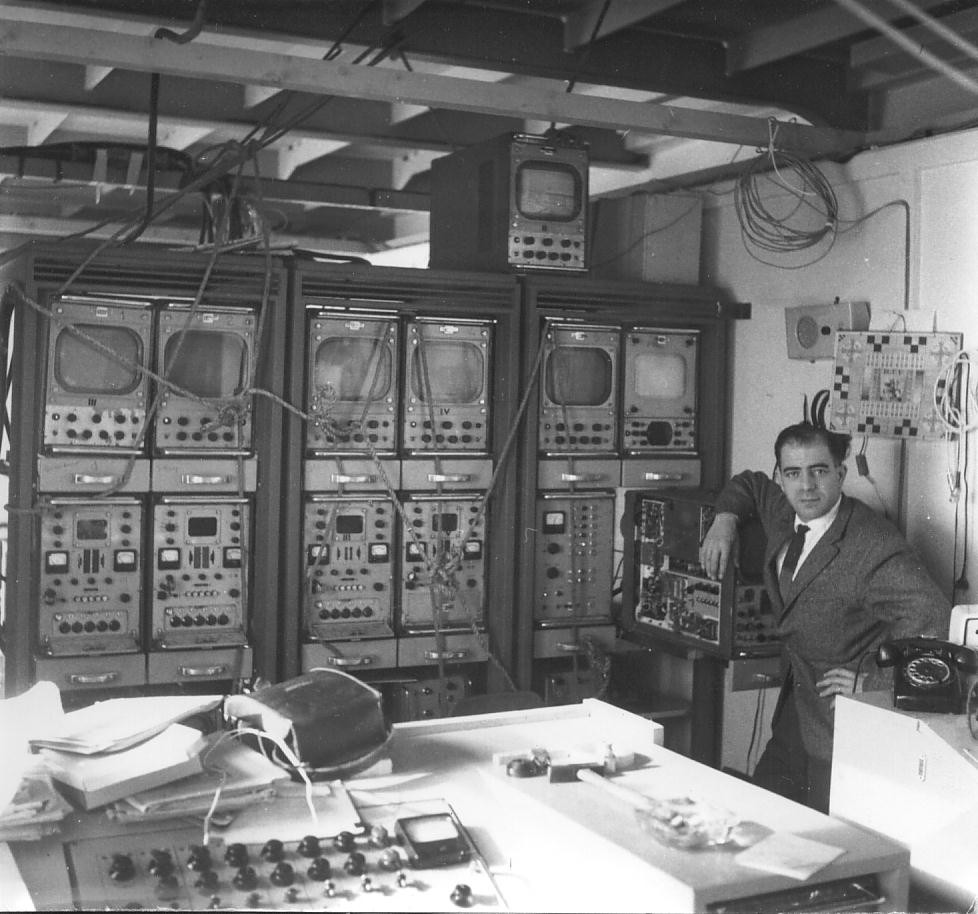
Régie mobile de production au début des années 1960.

Les premiers téléviseurs à 441 lignes en France durant les années 1940 sont de type à amplification directe, avec un seul canal en bande VHF basse, lesquels comportent une dizaine de tubes d'amplification de marque Octal ou Rimlok. L'antenne se présente en forme de H, constituée de deux dipôles verticaux couplés.

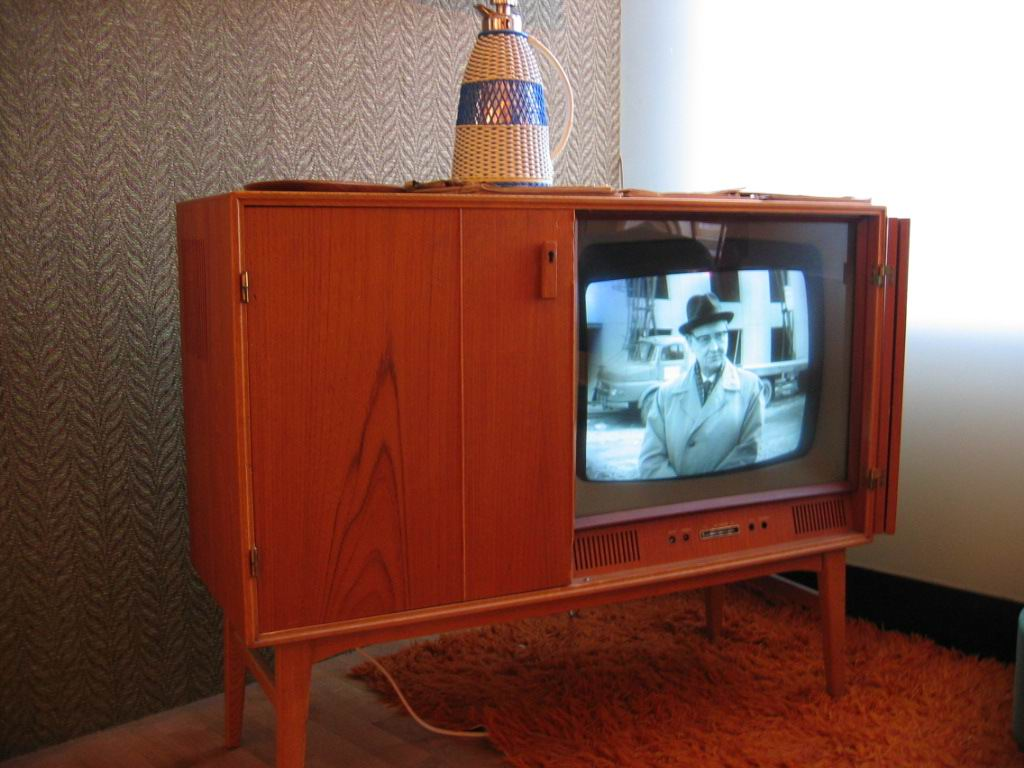
Un téléviseur après 1950.

Grâce à l'adoption du 819 lignes en 1949, d'autres canaux et émetteurs sont mis en service dans la bande haute VHF. La troisième génération de ces téléviseurs exploitent le changement de fréquence, de type monocanal au début, puis équipés avec le « rotacteur »; il s'apparente à un sélecteur de canal doté de différentes barrettes optionnelles comportant les bobinages d'accord à introduire selon le ou les canaux à capter localement. La dérive de ces oscillateurs oblige à agir sur le « réglage fin » de la fréquence principale, pour obtenir une image et un son corrects. Un téléviseur « noir et blanc » comprend à cette période, une quinzaine de tubes électroniques.
L'apparition de la deuxième chaîne nationale française à 625 lignes sur la bande UHF oblige non seulement à ajouter un module tuner UHF aux téléviseurs anciens qui en sont dépourvus mais également un dispositif électronique supplémentaire pour modifier le balayage de l'écran initialement dévolu à la définition 819 lignes pour qu'il affiche correctement le nouveau format à 625 lignes. Ces modules additionnels exploitent des tubes jusqu'au début des années 1960 puis se dotent des premiers transistors. Pour l'UHF à 625 lignes, le réglage de la fréquence de réception s'effectue par un bouton rotatif et le passage de la première à la 2e chaîne nécessite d'activer un bouton poussoir. L'apparition des chaînes privées périphériques régionales comme Télé Luxembourg ou Télé Monte-Carlo nécessite aussi d'ajouter des canaux en complément des chaînes nationales publiques. À partir de 1973, ces téléviseurs noir et blanc anciens ont pu bénéficier de la 3e chaîne et des suivantes; mais il est souvent indispensable d'en ajuster la fréquence de réception à chaque changement de chaîne, sachant qu'aucune télécommande à infrarouge n'existe à cette époque pour ces téléviseurs anciens. Pour remédier à cette limite, des téléviseurs équipés de 6 à 10 boutons poussoir, chacun préréglé sur un canal spécifique VHF-UHF, font leur apparition au début des années 1960. Certains téléviseurs à technologie mixte tubes + transistors sont commercialisés mais les premiers transistors n'offrent pas les fonctions de puissance et de haute tension. Une antenne de réception complémentaire est nécessaire pour la réception de la bande UHF, comportant un grand nombre d'éléments directeurs - d'une dizaine à une vingtaine - ce qui lui vaut le surnom d'antenne râteau. Il est également nécessaire de prévoir un couplage des deux aériens en tête du mât et son pendant, le découpleur VHF-UHF pour servir séparément, les deux prises d'entrée d'antenne du téléviseur : VHF et UHF.
L'apparition de la couleur donne naissance à la première génération de téléviseurs couleur des années 1960, équipés du tube cathodique à masque dits shadow mask et à trois canons RVB Rouge Vert Bleu, agencés « en delta » mais les anciens téléviseurs noir en blanc restent compatibles avec les émissions diffusées en couleur.
Le réglage de la symétrie et surtout des convergences sur ce type de téléviseur exige une réelle expertise de l'installateur ou du dépanneur, avec environ 25 réglages à réajuster après chaque intervention ou en fonction de l'emplacement du téléviseur (influence du champ magnétique terrestre, proximité de flux magnétique, enceinte ou haut-parleur, moteur, fortes variations de température...). Les premières séries de téléviseurs couleur comptent environ une trentaine de lampes. Il faut attendre le début des années 1970 pour que les transistors commencent à dominer dans ce type de téléviseurs.
En 1960, l'industriel français Thomson et son partenaire américain RCA déposent le brevet d'un tube cathodique couleur exploitant un agencement des faisceaux en ligne en non plus en delta qu'ils nomment par l'acronyme PIL pour Precision in Line (précision en ligne)
. Mais la fabrication de ce type de tubes cathodique est complexe et va nécessiter plus de dix années de développements industriels.
Toujours en France à la même période, le concurrent direct de Thomson, la Compagnie française de télévision (CFT) dépose les brevets d'un autre type d'écran cathodique couleur en ligne, exploitant notamment des fils pour séparer les flux optiques RVB. Le japonais Sony rachète ces brevets en 1968 et commercialise ses premiers tubes, sous le label Trinitron. Au début des années 1970, les téléviseurs couleur Sony exploitent le tube Trinitron de taille réduite, le plus souvent pour des appareils dits transportables.
À partir de 1975, Thomson parvient à lancer la fabrication puis la commercialisation de grandes tailles d'écrans couleurs jusqu'à 67 cm de diagonale, avec la technologie PIL ou « Précision In Line », dite à tube couleur auto-convergent, c'est-à-dire que leur réglages sont extrêmement simplifiés et leur stabilité est considérablement supérieure aux premières séries de téléviseurs à faisceau « delta ». Cette technologie domine alors très largement le marché européen et nord-américain.
Le tube PIL exploite le concept des trois canons à électron en ligne conçu par la Compagnie française de télévision repris par Sony pour son Trinitron en améliorant la conception du masque et de l'écran, par le décalage des luminophores; la définition et l'homogénéité des couleurs sont significativement améliorées, le masque n'est plus constitué de fils mais de perforations rectangulaires verticales, décalées en fonction de chaque triplet de luminophores RVB.
Les premiers téléviseurs intégralement transistorisés apparaissent en 1967 notamment sous la marque française Pizon Bros, pour des récepteurs portatifs, labellisés « Portacolor ». La technologie transistorisée devient plus stable et généralement plus fiable, grâce à l'introduction progressive des circuits intégrés. Le son apparaît dès la mise sous tension du téléviseur et l'image au bout de quelques secondes, le temps que le canon à électrons du tube cathodique se réchauffe, grâce à une nouvelle cathode de type Quickstart, contre 30 secondes à une minute, pour un téléviseur dit à lampes.
Les écrans plats cathodiques à coins dits "carrés", les écrans plasma, les vidéo-projecteurs et la haute définition en couleur font leur apparition dans les années 1980.
À partir des années 2000, les tubes cathodiques sont progressivement remplacés par les LCD. Au début de la décennie 2010 en Europe et en Amérique du Nord, les écrans ou téléviseurs à tube cathodique ne sont plus commercialisés dans ces territoires.
Au cours de la décennie 2010, la technologie d'écrans plats LCD à LED est perfectionnée, notamment pour la consommation électrique et l'optimisation de l'image plus lumineuse, plus fidèle et plus détaillée, allant de 720p à la Full HD 1080p et à partir des années 2020, jusqu'à la définition 4K.
Le métier d'installateur / dépanneur de télévision disparaît progressivement au début du XXIe siècle, notamment du fait que le coût de la main d'œuvre est souvent supérieure au simple remplacement de modules ou des cartes-mères des téléviseurs voire leur échange standard.
La télévision en 3D stéréoscopique fait son apparition à la fin de la décennie 2000, en Europe et en Amérique du Nord.

## Chronologie

### Au Mexique
L'ingénieur Guillermo Gonzalez Camarena invente le système de couleur pour la télévision en 1940.

### En Belgique
- Histoire de la télévision en Belgique

### En France
- 28 décembre 1927 : création par le gouvernement Poincaré du service de radiodiffusion, rattaché aux PTT.
- 14 avril 1931 : première transmission d'une image de trente lignes de Montrouge à Malakoff par René Barthélemy.
- 6 décembre 1931 : Henri de France fonde la Compagnie générale de télévision (CGT).
- Décembre 1932 : René Barthélemy réalise un programme expérimental en noir et blanc (définition : 60 lignes) d'une heure par semaine, « Paris Télévision ». Il y a très peu de postes de réception (une centaine) qui sont surtout dans les services publics.
- 26 avril 1935 : sous l'impulsion de Georges Mandel, première émission officielle de télévision française (60 lignes) depuis le ministère des PTT, 103, rue de Grenelle à Paris. La comédienne Béatrice Bretty, Jean Toscane et René Barthélemy sont les premiers visionnés de la télévision en France.
- 8 novembre 1935 : émission à la définition de 180 lignes et un émetteur d'ondes courtes est installé au sommet de la tour Eiffel.
- 4 janvier 1937 : premières émissions tous les soirs de 20 heures à 20h30. Il y a une centaine de postes chez les particuliers.
- 3 septembre 1940 : la télévision française est prise en main par les Allemands.
- 7 mai 1943 vers 15h, la première émission de Fernsehsender Paris est émise depuis la rue Cognac-Jay (ancienne pension de famille). Un autre studio sera aménagé rue de l'Université dans l'ancien « Magic City ». Ces émissions régulières dureront jusqu'au 12 août 1944. Les émissions étaient reçues par un millier de récepteurs en 441 lignes, notamment installés dans les hôpitaux et les foyers pour soldats.
- 1944 : René Barthélemy met au point la définition de la télévision à 819 lignes. Pendant les années d'occupation, Barthélemy a atteint 1 015 et même 1 042 lignes.
- 1er octobre 1944 Reprise des émissions de télévision après la libération de Paris. Les émissions sont diffusées depuis les studios de Cognacq-Jay.
- 1945 : après réparations à la suite des sabotages opérés par les Allemands, les émissions de télévision reprennent via l'émetteur de la Tour Eiffel.
- 5 juin 1947 : premier direct en dehors des studios depuis le théâtre des Champs-Élysées à Paris.
- 20 novembre 1948 : le standard d'émission est adopté par le décret Mitterrand à 819 lignes, les émissions commencent fin 1949 dans cette définition. La France, la Belgique francophone, le Luxembourg et la principauté de Monaco adoptent ce standard, tandis que les autres pays européens conservent leurs anciennes normes dites basse définition (ne dépassant pas 450 lignes).
- 1959 : L'Europe se rallie à la nouvelle norme unifiée à 625 lignes.
- 18 avril 1964 : inauguration de la deuxième chaîne en noir et blanc (en 625 lignes).
- 27 juin 1964 : loi créant l'Office de radiodiffusion-télévision française placé sous la tutelle (et non plus l'autorité) du ministère de l'Information.
- 1er octobre 1967 : passage de la deuxième chaîne en couleur, la France ayant choisi en juin 1967 le SÉCAM IIIB (standard d'encodage de la couleur, inventé par Henri de France).
- 1er octobre 1968 : début de la publicité sur la première chaîne.
- 31 décembre 1972 : lancement de la troisième chaîne qui est en couleur dès son démarrage. Comme la première et la deuxième chaine à ses débuts, elle est reçue par une grande partie de la population française.
- 8 juillet 1974 : loi divisant l'ORTF en sept établissements autonomes : Radio France, TF1, Antenne 2, FR3, Télédiffusion de France (TDF), la SFP (Société française de production et de création audiovisuelles), l'INA (Institut national de l'audiovisuel).
- 1er septembre 1975 : le programme de TF1 est diffusé en couleur sur FR3 à midi et l’après-midi jusqu’au démarrage des émissions de FR3 à 18 h.
- 6 janvier 1976 : passage de TF1 en couleur en région parisienne sur des émetteurs spécifiques.
- En 1983 : fin du passage de TF1 en couleur et arrêt des émetteurs 819 lignes en noir et blanc.
- 2 janvier 1984 : lancement de la chaîne francophone TV5.
- 4 novembre 1984 : mise en service de la première chaîne privée payante Canal+. Elle utilise les émetteurs VHF libérés à la suite de l'arrêt de TF1 en noir et blanc. De ce fait, la couverture de cette chaine est nationale dès le début.
- 20 février 1986 : lancement de la première chaîne généraliste commerciale française, La Cinq. Dirigée par Silvio Berlusconi, elle émettra jusqu'au soir du 12 avril 1992.
- 22 février 1986, naissance de la première chaîne musicale hertzienne TV6 qui durera un an.
- 21 février 1986 : création de La Sept (Société d'édition de programmes de télévision).
- 16 avril 1987 : privatisation de TF1. L'État vend 50 % au groupe Bouygues pour 3 milliards de francs français (plus de 457 millions d'euros).
- 1er mars 1987 : lancement de Métropole Télévision dite M6.
- 12 avril 1992 : arrêt de La Cinq, à minuit.
- 28 septembre 1992 : lancement d'Arte sur le 5e réseau hertzien, la chaîne culturelle franco-allemande.
- 31 mars 2005 : création de la TNT (Télévision numérique terrestre).
- 30 octobre 2008 : lancement officiel de la TNT HD en France. L'offre comprend les 4 chaînes gratuites TF1 HD, France 2 HD, M6 HD et Arte HD
- 5 janvier 2009 : la publicité est supprimée du service public (France 2, France 3, France 4, France 5, France Ô) entre 20h et 6h du matin.
- 18 octobre 2009 : Arrêt de la télévision analogique dans le nord cotentin (sauf pour Canal plus).
- 29 novembre 2011 : Arrêt de la télévision analogique dans le Languedoc-Roussillon et les derniers DOM-TOM qui la recevaient encore[41]. Cet événement marque la fin de la télévision analogique en France.